# Teodor Holmberg
Gustaf Henrik Teodor Holmberg, född 12 januari 1853 i Gärdslövs församling, död 13 mars 1935 i Hedvig Eleonora församling, Stockholm, var en svensk folkhögskoleföreståndare, ideolog, samhällsdebattör och författare. 

## Liv och gärning

### Biografi
Holmbergs föräldrar var kontraktsprosten och riksdagsmannen Lars Paulus Holmberg och Vilhelmina Gullander. Hans syster var Emma Bendz.
Holmberg avlade studentexamen i Malmö år 1871. Vid 21 års ålder tillträdde Holmberg en tjänst som lärare vid Hvilans folkhögskola i Skåne. År 1876 blev han fil. kand. vid Lunds universitet och samma år föreståndare vid Tärna folkhögskola i Västmanland. Följande år ingick han äktenskap med ungdomsvännen Cecilia Bååth-Holmberg, som även hon med tiden skulle bli en erkänd översättare, författare och samhällsdebattör. Paret fick inga barn, men delade arbete och intressen livet ut. 
Paret Holmberg var under en period vänner med den kända författarinnan Ellen Key, men de valde senare att säga upp bekantskapen på grund av att Key, enligt deras uppfattning, börjat torgföra alltför vänsterradikala politiska uppfattningar.
Under sina yngre år räknades Holmberg till de frisinnade. Holmberg sägs ha varit upphovsmannen bakom det beslut som fattades i riksdagen år 1883 om att införa ett särskilt anslag, som skulle göra det möjligt för ungdomar från fattiga familjer att kunna studera vid folkhögskolan.
Kristendomen hade djupgående inverkan på Holmbergs liv och världsåskådning och han förblev varmt troende genom hela livet.
Holmberg ska enligt uppgift ha varit en god sångare och engagerade sig också i den svenska körsångens utveckling. Han redigerade Soldatens sångbok (1893, tillsammans med Henric Gyllenram), som spreds i relativt stora upplagor, och han var en av initiativtagarna till Samfundet för unison sång.

### Folkbildning
Holmberg kom att bli en av den svenska folkbildningens främsta pionjärer. Under större delen av sitt liv verkade han för att sprida bildning, moral och fosterlandskärlek till även mindre bemedlade ungdomar ur bonde- och arbetarklasserna. På Holmbergs initiativ inleddes under 1880-talet ett samarbete mellan folkhögskolorna i Sverige, Norge och Danmark. År 1899 fick han statsanslag för att studera förhållandena för folkbildningen i Kejsardömet Tyskland och Österrike-Ungern. Paret Holmberg lämnade Tärna folkhögskola år 1912 och flyttade till Stockholm.
Vid sidan av sitt arbete vid Folkhögskolan var Holmberg också en flitig författare och publicist. Han har utgivit flera tidningar däribland Folkhögskolebladet, Folkets tidskrift och Sveriges väl. År 1885 blev han också delägare i tidningarna Sala Allehanda och Avesta tidning.
Holmberg var delaktig i grundandet av flera föreningar såsom Brödrafolkens väl, Samfundet Sveriges väl, Gustaf Adolfsförbundet för Sveriges unga krigsmän och Svenska riksförbundet för sedlig kultur. Nämnvärt är att den sistnämnda föreningen, tack vare insatserna från Holmbergs hustru, låg bakom införandet av Mors dag-firandet i Sverige.

## Politisk filosofi

Holmberg verkade för bevarandet av svensk-norska unionen.

### Skandinavism
Genom sina studier för Lundaprofessorn och den skandinavistiske agitatorn Martin Weibull kom Holmberg tidigt att inspireras av skandinavismen och genom sina studieresor till folkhögskolor i Danmark kom han i kontakt med de idéer som lanserat av N.F.S Grundtvig, vilket tycks ha haft en djupgående inverkan på hans syn på pedagogik, religion och nationalism.
Holmberg var en varm anhängare av den svensk-norska unionen. År 1903 deltog Holmberg och hans hustru i grundandet av den skandinavistiska föreningen Brödrafolkens väl, som verkade för ett stärkande av den skandinaviska identiteten. År 1905 bröt sig Norge ut ur unionen med Sverige. Händelsen kom att beröra Holmberg djupt och resulterade i en ideologisk glidning hos honom från nationalliberalism och skandinavism mot socialkonservatism och svensk nationalism. Holmberg och hans hustru begärde utträde ur Brödrafolkens väl. År 1906 grundade man i stället samfundet och tidskriften Sveriges väl.

### Socialkonservatism
Teodor Holmbergs ideologiska utgångspunkter uppvisar likheter med de idéer som framfördes av den samtida konservative filosofen Rudolf Kjellén. Den avgörande skillnaden var emellertid att Holmberg till skillnad från Kjéllen var uttalat positiv till parlamentarism, kvinnlig rösträtt, frikyrkorörelsen och djupgående samhällsförändringar.
Inom ramen för Sveriges väl lade Holmberg i ett föredrag fram sitt förslag till politiskt program. Föredraget, som sedermera gavs ut i kompendieform, bar titeln Svensk nationaldemokrati. Huvuddraget i Holmbergs nationaldemokrati var en strävan efter att hålla ihop samhället och begränsa den revolutionära socialismens inflytande genom att försöka nå en kompromiss mellan socialismen och konservatismen. Kompromissen bestod i att kombinera demokrati och sociala reformer med värdekonservatism, nationalism och kristen etik.
Kärnan i Holmbergs tänkande och syfte är i de flesta avseenden identiskt med den idéströmning, som i bland annat Storbritannien och Tyskland kommit att sammanfattas under beteckningen socialkonservatism. I föredraget ”Svensk nationaldemokrati” använde sig Holmberg av begreppet folkhem – 22 år före Per-Albin Hanssons berömda folkhemstal. Även i en debattartikel i tidningen ”Dalpilen” 9 januari 1923 använde Holmberg begreppet folkhem och definierade det i likhet med Hansson som en samhällsmodell, där de värderingar som råder i det goda privata hemmet har utsträckts till att omfatta hela nationen.
Åren 1922–1923 var Holmberg, vid en ålder av 69 år, ordförande för Sveriges nationella ungdomsförbund (SNU). Denna organisation kom under 1930-talet att utvecklas i högerradikal riktning, men vid den tidpunkt då Holmberg var ordförande fungerade man fortfarande som inofficiell ungdomsorganisation till Allmänna Valmansförbundet och förespråkade en demokratisk konservatism.

## Inflytande

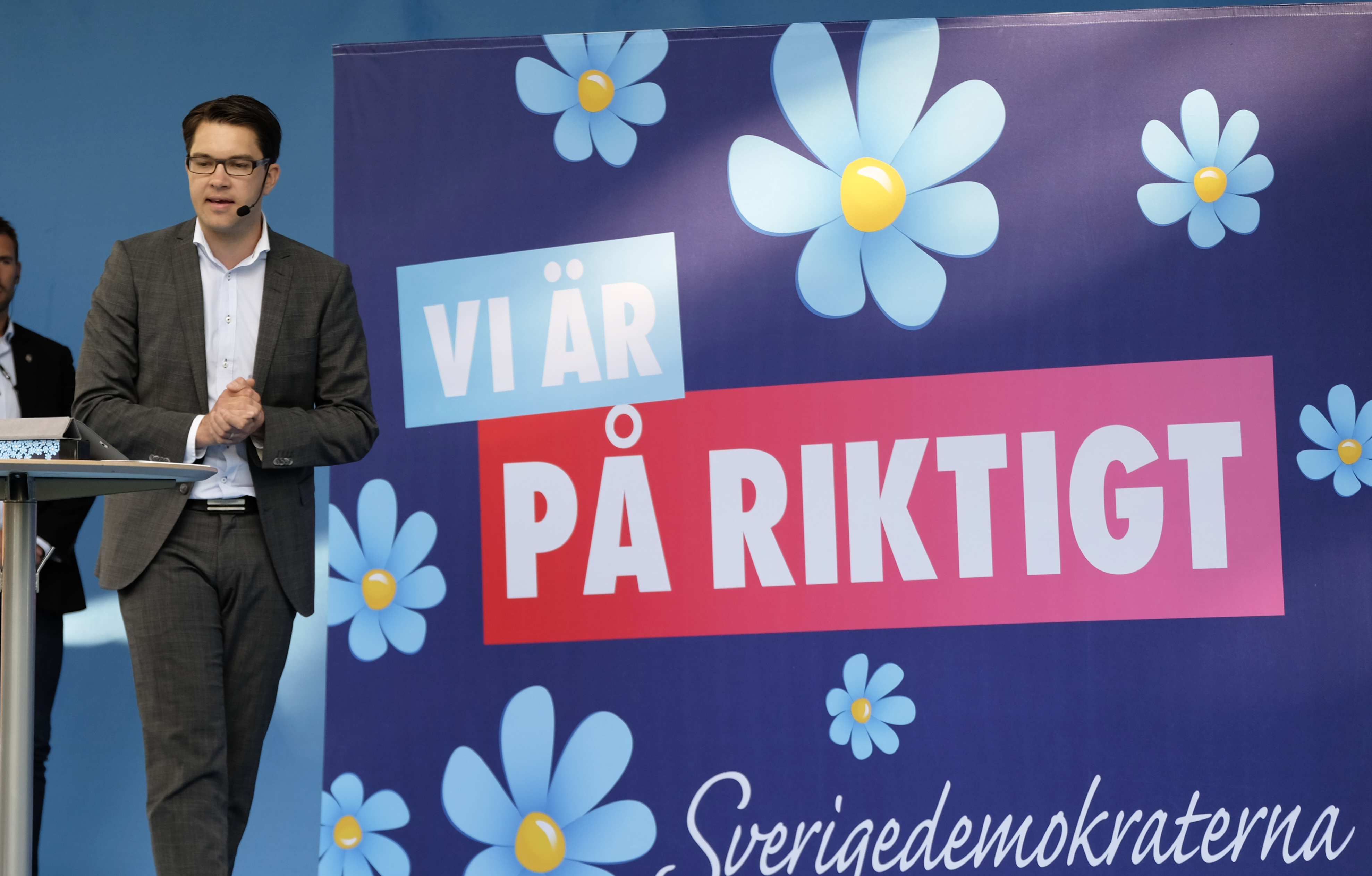
Holmberg har influerat Sverigedemokraterna.

Teodor Holmbergs ideologi och hans begrepp nationaldemokrati har sedan mitten av 1990-talet lyfts fram av Sverigedemokraterna och grupper som stått dem nära.
År 1996 bildade en grupp unga studenter vid Lunds universitet en studentförening vid namn Nationaldemokratiska studentförbundet Lund (NDL). Systerorganisationer till NDL bildades senare i Göteborg, Stockholm och Uppsala. Bland NDL:s drivande medlemmar återfanns under de kommande åren män som idag har ledande uppdrag inom Sverigedemokraterna: partiledaren Jimmie Åkesson, partisekreteraren Björn Söder, riksdagsledamöterna Richard Jomshof och Mattias Karlsson samt regionrådet i Region Skåne, Jens Leandersson.
Sverigedemokraternas ideolog Mattias Karlsson har framhållit Teodor Holmberg som en av Sverigedemokraternas främsta ideologiska förebilder. Holmberg omnämns även i det principprogram som Sverigedemokraternas landsdagar antog i slutet av november 2011 och under några år kring 2000 betecknade sig partiet som nationaldemokratiskt. 2001 splittrades Sverigedemokraterna och utbrytargruppen tog partinamnet Nationaldemokraterna.